# Département Corcyre
Das Département Corcyre (Département Korfu) ist ein ehemaliges französisches Département im heutigen Griechenland mit der Hauptstadt Korfu (Corfou).

## Geschichte
Die zuvor unter der Herrschaft der Republik Venedig stehenden Ionischen Inseln kamen nach der Besetzung Venedigs durch napoleonische Truppen im Italienfeldzug 1797 in französischen Besitz. Im Frieden von Campo Formio vom am 17. Oktober 1797 erkannte Kaiser Franz II. den französischen Besitz der Inseln an. In einem in Mailand am 7. November 1797 erlassenen Dekret wurden die Inseln in drei Départements eingeteilt: Corcyre, Ithaque und Mer-Égée. Das Département Corcyre umfasste die Inseln Korfu, Paxos, Andipaxos, Errikousa (Merlere), Vido und Othoni (Fano), sowie die kleinen Küstenorte Butrint (heute Albanien) und Parga (heute Griechenland). Jedes der drei ionischen Départements wurde durch eine Commission départementale aus fünf Mitgliedern, der ein Commissaire du Gouvernement vorstand, administriert. Erster Gouvernementskommissar wurde Louis Chicoilet de Corbigny. Im Jahr 1798 wurde er durch Jean Briche abgelöst. Nach der Seeschlacht bei Abukir wurden die Ionischen Inseln von einer russisch-osmanischen Flotte nach längerer Belagerung eingenommen, was das Ende der französischen Herrschaft und des Départements bedeutete.